# Nadżdżada
Nadżdżada (arab. حزب النجادة) – prawicowa libańska partia polityczna, oficjalnie świecka, ale zrzeszająca głównie sunnitów. Nadżdżada została założona w połowie lat 30. jako paramilitarna organizacja sportowa dla muzułmańskiej młodzieży. Była główną rywalką chrześcijańskich Falang. W 1936 roku organizacja przekształciła się w partię polityczną pod przywództwem Adnana al-Hakima. Program polityczny Nadżdżady odwoływał się do idei konserwatyzmu, nacjonalizmu i antykomunizmu oraz panarabizmu. Na przełomie lat 60. i 70. partia utraciła wpływy. Nadżdżada zachowała neutralność podczas libańskiej wojny domowej, ale jej członkowie zasilili milicje innych ugrupowań muzułmańskich.    